# Thạch Môn, Tân Bắc
Thạch Môn (tiếng Trung: 石門區; bính âm Hán ngữ: Shímén Qū; bính âm thông dụng: Shíhmén Cyu; Bạch thoại tự: Chio̍h-mn̂g-khu) là một khu (quận) của thành phố Tân Bắc, Trung Hoa Dân Quốc (Đài Loan). Thạch Môn có điểm cực bắc của hòn đảo Đài Loan,là mũi Phú Quý. Đây là quận có mật độ dân cư thưa thớt và tỷ lệ đô thị hóa không cao. Trước năm 2010, Thạch Mông là một hương của huyện Đài Bắc. Khu vực nội địa của Thạch Mông chủ yếu là đồi núi với một số khu vực bằng phẳng nằm ở ven biển.